# Roystonea stellata
Roystonea stellata là loài thực vật có hoa thuộc họ Arecaceae. Loài này được León miêu tả khoa học đầu tiên năm 1943.